# Bahnstrecke Shanghai–Wusong
| Dampflok der Songhu-Eisenbahn |                      |                 |                 |
| Songhutielu Tiantong'anzhan Yizhi |                      |                 |                 |
| Streckenlänge: | etwa 15 km           |                 |                 |
| Spurweite: | 1435 mm (Normalspur) |                 |                 |
| |                      |                 |                 |
| \| \| \| Baoshan Road \| \| \| \| Tiantongan Road \| \| \| \| Jiangwan \| \| \| \| Sanmin Road \| \| \| \| Gaojing Miao \| \| \| \| Hejiawan \| \| \| \| Wenzaobang \| \| \| \| Wusong \| \| \| \| Paotaiwan \| |                      |                 |                 |
| Kopfbahnhof Streckenanfang (Strecke außer Betrieb) |                      | Baoshan Road    | Baoshan Road    |
| Bahnhof (Strecke außer Betrieb) |                      | Tiantongan Road | Tiantongan Road |
| Bahnhof (Strecke außer Betrieb) |                      | Jiangwan        | Jiangwan        |
| Bahnhof (Strecke außer Betrieb) |                      | Sanmin Road     | Sanmin Road     |
| Bahnhof (Strecke außer Betrieb) |                      | Gaojing Miao    | Gaojing Miao    |
| Bahnhof (Strecke außer Betrieb) |                      | Hejiawan        | Hejiawan        |
| Bahnhof (Strecke außer Betrieb) |                      | Wenzaobang      | Wenzaobang      |
| Bahnhof (Strecke außer Betrieb) |                      | Wusong          | Wusong          |
| Kopfbahnhof Streckenende (Strecke außer Betrieb) |                      | Paotaiwan       | Paotaiwan       |

Die Bahnstrecke Shanghai–Wusong oder die Songhu-Eisenbahn (lang 淞滬鐵路; kurz 淞沪铁路;  Pinyin Sōng–Hù Tiělù, von Wusong und Hù Dú, einem alten Namen für den Fluss Suzhou) war eine etwa 15 km lange Normalspurbahn von Shanghai nach Woosung in China. 

## Geschichte

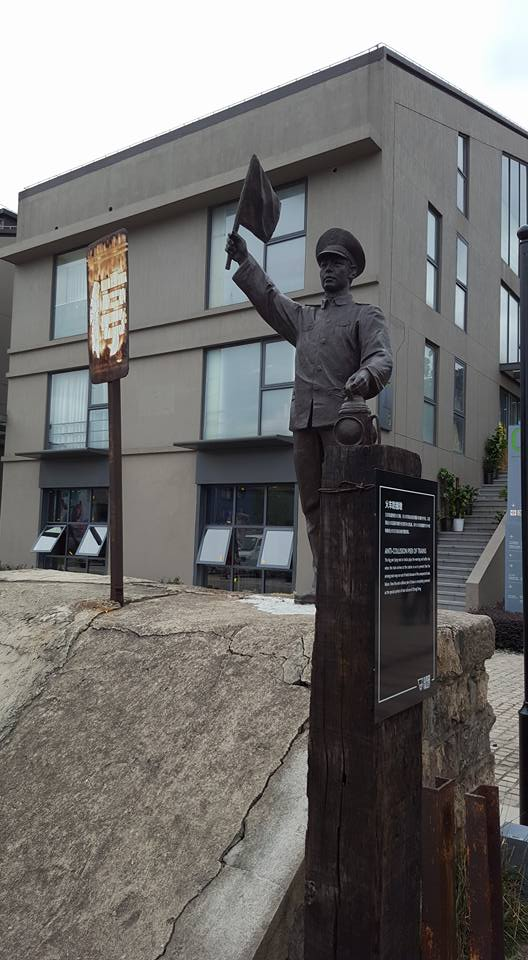
Prellbock

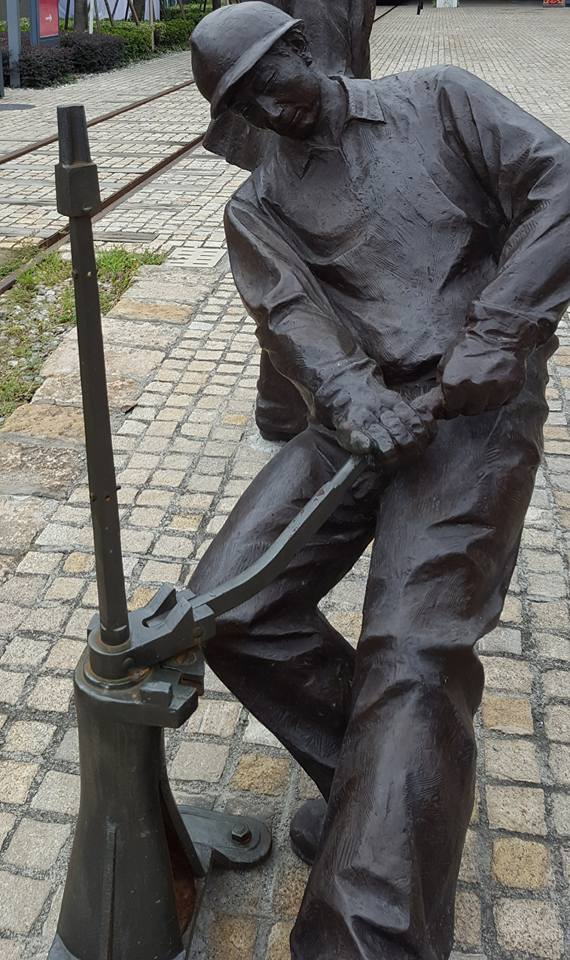
Weichenwärter

Die Bahnstrecke wurde am 1. September 1898 eröffnet. Sie verlief von der Old North Railway Station im Stadtbezirk Zhabei von Shanghai und Woosung im Stadtbezirk Baoshan von Shanghai. 
Sie verlief im Wesentlichen auf der Trasse der früheren schmalspurigen Wusung-Bahn. Diese wurde 1876 von den ursprünglichen ausländischen Besitzern, insbesondere von der britischen Firma Jardine, Matheson, & Company verkauft und für die Wiederverwendung in den Taiwanesischen Kohlenbergbau-Gebieten abgebaut. Sheng Xuanhuai errichtete eine neue Eisenbahn entlang der alten Trasse, aber die Endstation wurde in paar Straßen weiter neu errichtet. Die Strecke wurde außerdem in das Zentrum von Woosung verlängert, wobei einige neue Stationen eröffnet wurden.
Die Strecke wurde während des Zweiten Weltkrieges stark beschädigt. Sie wurde schließlich als Teil der Line 3 der Shanghai Metro genutzt. Der frühere Nordbahnhof wird heute als Shanghai Railway Museum genutzt, und ein Denkmal wurde am früheren Endbahnhof Songbin Road Station errichtet.